# Avatr 07
Avatr 07 — среднеразмерный электромобиль-SUV и подзаряжаемый гибрид, выпускаемый с 2024 года китайской компанией Changan под брендом AVATR Technology.

## История и описание модели
Впервые Avatr 07 был представлен в конце мая 2024 года. После Avatr 11 и Avatr 12, это третья модель под брендом Avatr. Благодаря отличительной массивной передней полосе с большими светодиодными фарами, Avatr 07 отличается более правильной задней частью и вертикально скошенной крышкой багажника.
Место водителя идентично Avatr 12. Высоко проложенный туннель с двумя USB-портами совпадает с кабиной, в которой доминирует сенсорный экран мультимедийной системы, и дополнительной узкой полосой, натянутой вдоль лобового стекла с индикацией спидометра. Узкое рулевое колесо в форме шестиугольника было сплющено снизу и сверху.

### Продажи
Продажи Avatr 07 начались в третьем квартале 2024 года для внутреннего китайского рынка.

### Продажи в Европе
5 ноября 2024 года белорусская компания АВТОВЕЛЬТ заявила об эксклюзивном дистрибьюторстве AVATR. в Беларуси. В декабре планируется к открытию шоурум на территории автоцентра АВТОИДЕЯ. Официальный сайт дистрибьютора avatr.by.

### Технические характеристики
В отличие от 11 и 12, 07 выпускается в виде не только полностью электрического, но и гибридного автомобиля. Электромобили оснащаются одним электродвигателем мощностью 338 л. с. или же двумя электродвигателями суммарной мощностью 590 л. с. Гибридные же автомобили оснащаются 1,5-литровым двигателем внутреннего сгорания и аккумулятором ёмкостью 39 кВт⋅ч с запасом хода до 188 км в чисто электрическом режиме.